# 呉樾 (俳優)
呉 樾（ウー・ユエ）は、中国の俳優。中国には同姓同名の男優と女優が存在するが、この項目では男優の呉樾について述べる。

## 来歴
- 病気がちな体を鍛えるため、父親の影響で5歳頃から地元の武術教室に通い始め、下校後に毎晩遅くまでカンフーを習うという少年時代を過ごす。
- 北京武術チームとの合同トレーニング時に寧夏行きを誘われ、14歳で寧夏回族自治区の武術チームに加入し、選手として活躍する。
- 16歳で武術表演者に贈られる国内最高ランクの「武英級」を当時の最年少記録で取得。翌年の1994年に、武術選手権大会にて八極拳で全国優勝を果たす[1][2]。
- その後も武術選手と補助コーチを兼任し、多くの大会で好成績を残すなど活躍中だったが、歴史ドラマの大御所、陳家林監督が寧夏でロケを行った際に、アクション指導スタッフとして撮影に参加したところ、監督の目に留まり西夏王の太子役でドラマ出演をする。
- 監督から本格的に演技を学んでみたらどうかと勧められ、1996年に北京電影学院を受験し合格するも、武術チームとの契約の都合上、その年の進学を断念する。
- 翌1997年に猛勉強の末、少人数制の超難関で知られる北京の中央戯劇学院（略して中戯）の表演系（演技科）にトップ合格する。同期生には現在女優で活躍中の陳好（チェン・ハオ）などがいる[2]。
- 卒業後は中国国家活劇院に所属し、アクション時代劇をメインにテレビドラマなどで活躍。ジェット・リー、チウ・マンチェクに続いて、呉京（ウー・ジン）らと共に第三世代のクンフースターとして期待されている。
- 歌手としても活動を始め、歌番組やバラエティ番組などで披露している。
- 制作方面にも興味があり、2009年に放送されたドラマ『武術班』では監督・脚本・出演と3役をこなしている。
- 2009年2月にCCTV映画チャンネル傘下の北京華誠広告有限公司と契約した。
- 身長174cm、血液型B型。

## 人物・エピソード
- 自らを「人来瘋」（来客時にはしゃぐ性質）だと述べ、選手時代から観客が増えるほど力が発揮でき、本番に強いと語る根っからの芸能人肌である[3]。周りからは義理堅い性格と言われている[4]。
- アクションシーンではスタントは一切使わず全て自分で演じていると語っている。
- 歌うのが好きでカラオケに行くことも多く、モノマネも好きである。
- 朝のランニングと武術のトレーニングは選手時代からの日課としている。
- 武術の他には卓球、テニス、乗馬、スケボーが得意。
- 撮影の合間には読書してることが多く、特に歴史小説が好きである。「水滸伝」は7回読破した。
- 時代劇によく出演するため、骨董類が好きで地方ロケの際には各地の骨董市をよく覗く。
- 玉、水晶を集めており、数珠ブレスレットを好んでつけている。
- 俳優を志して中戯に合格したものの武術チーム離脱の承諾が得られず、泣いて頼み込み誓約書を提出して説得させた経緯がある。
- 中戯時代、両親が失業中だったため、クラスで一番貧乏な生徒だったらしく、授業の合間に留学生相手に武術を教えるなど様々なバイトをして生活費を稼いでいた。また、極貧時には1ヶ月間インスタントラーメンで過ごしたことがあり、今でもそれを見ると気持ち悪くなると語っている[5]。
- 下積み時代に劉徳凱（リウ・ドーカイ）のスタントをした時にワイヤーが切れ、10m以上落下し肋骨を全部折りそうになったことがある。
- 子供の頃にテレビで『少林寺』や『霍元甲』などを憧れて見ていただけに、後に自分が『スピリット・オブ・ドラゴン 〜精武英雄 陳真〜』で霍元甲の弟子の陳真役を演ることになり、クランクアップした晩に感極まって号泣した。
- 映画『ドラゴンキングダム』の出演オファーが来ていたが、足の負傷で出演を見送った。
- 芸能人チャリティーオークションで映画『ウォーロード/男たちの誓い』の刀を落札した。
- ファンに対してもサービス旺盛で、ネットで募った希望者全員に非売品の音楽CDを贈るなどしている。
- また、四川の震災支援や目の不自由な児童らと共にチャリティーソングを作ったり、撮影時に使用した小道具を学校に寄付するなど、慈善活動にも熱心に取り組んでいる。

## 主な出演作
原題、（邦題　製作年）、役名、の順に記載。

### テレビドラマ
連続ドラマ
- 賀蘭雪 （1994年） 寧令格
- 今生是親人 （1998年）　高震宝
- 七品欽差 （2000年）　飛鷹
- 霍元甲 （邦題：中華英雄伝 Chinese HERO 2001年） 陳真
- 楊門女将（2001年） 楊五郎
- 精武英雄 （邦題：スピリット・オブ・ドラゴン 〜精武英雄 陳真〜 2002年） 陳真
- 少年黄飛鴻 （邦題：少年黄飛鴻 ヤング・ホァン・フェイホン・ストーリー 2001年） 梁威
- 太極拳（別名：太極風雲、太極英雄）　（2002年）　陳王延
- 書剣恩仇録 （邦題：レジェンド・オブ・フラッシュ・ファイター 書剣恩仇録 2002年） 趙半山
- 刺虎 （2002年） 陸虎臣
- 奔月 （2003年） 太陽大哥
- 連城訣 （邦題：連城訣（2003年） 狄雲
- 醉侠張三 （2003年） 張三
- 大漢風 （邦題：大漢風 〜項羽と劉邦〜 2004年） 韓信
- 浪子燕青 （邦題：レジェンド・オブ・浪人!〜エンチンがゆく〜 2004年） 燕青
- 少年包青天Ⅲ （2004年） 耶律俊才
- 長春花（別名：烈愛） （2004年） 永泰
- 歓天喜地七仙女 （2004年） 魚日
- 大宋開国（別名：李后主与趙匡胤、問君能有幾多愁） （2005年） 趙光義
- 諜血1949（別名：三江大剿匪、終極諜匪） （2005年） 馬玉良
- 薛仁貴伝奇 （2006年） 羅通
- 馬鳴風蕭蕭 （邦題：神馬英傑伝 2006年） 司空遠
- 地下交通站 （2006年） 蔡水根
- 打黒重案組 （2007年） 姚晃
- 東方覇主 （2007年） 雷京生
- 順娘 （2007年） 李福財
- 生命有明天 （2008年） 劉志勇
- 真心英雄（別名：沂蒙英雄） （2009年） 夏士杰
- 西遊記 （2011年） 孫悟空
- 忽必烈傳奇 （邦題：フビライ・ハン 2013年） アリクブケ
- 风云战国之梟雄 （邦題：キングダム〜乱世の英傑 2022年） 李牧
- 加油!媽媽 （邦題：ママ友恋愛狂想曲 2022年）

スペシャルドラマ（テレビ映画※）
- 天天天藍 （2001年）　謝冰
- 血濺三岔口 （2006年）　劉利華
- 連瑣 （2006年）　王燕客
- 女神捕 之迷局 （2007年） 曹一風
- 女神捕 之絶境 （2007年） 曹一風
- 雷横与朱仝 （2009年） 雷横
- 武術班 （2009年） 呉杰

※映画仕様で製作し、劇場公開せずにテレビで放映する形態

### 映画
- 蜀山伝 （邦題：天上の剣 The Legend of ZU 2001年） 文奇
- 老鼠愛上猫 （邦題：剣客之恋 2003年） 龐昱
- 太行山上 （2005年）
- 幻境美狐 （2005年） 大璞
- 游侠紅牡丹 （2008年） 文浩
- 盤尼西林1944 （2008年） 鄭浩東
- 泰山功夫 （2009年） 石小義
- 尋找成龍 （邦題：カンフー・キッド 2009年）
- 大兵小将 （邦題：ラスト・ソルジャー 2010年）
- 寒戦II/COLD WAR 2 （邦題：コールド・ウォー 香港警察 堕ちた正義 2016年）
- 狂獣/THE BRINK （邦題：狂獣 欲望の海域 2017年） 阿徳
- 殺破狼：貪狼/PARADOX （邦題：SPL 狼たちの処刑台 2017年） チュイ
- 蕩寇風雲 （邦題：戦神 ゴッド・オブ・ウォー 2017年） 楊超
- 葉問4: 完結篇 （邦題：イップ・マン 完結 2019年） ワン・ゾンホア（萬宗華）
- 天龍八部之喬峰傳 （邦題：シャクラ 2023年） 慕容復

### 舞台
- 英雄　（2003年）　蕭寒陽

## 音楽
- 我想念你　　作詞：呉樾　　作曲：胡海泉
- 冬雪　　作詞：呉樾　　作曲：胡海泉
- 大雨　　作詞・作曲：老孟
- 英雄　　作詞：呉樾　　作曲：天華 （『連城訣』『燕子燕青』挿入歌・『武術班』主題歌）
- 無可替代　　作詞：呉樾・YOKA　　作曲：李咸楽
- 功夫小子　　『醉侠張三』オープニング曲
- 武樾滄海　　作詞：呉樾・盧世偉　作曲：遠航

## 選手時代の主な成績
- 1993年　　第7回全国運動会　にて「武英級」授与
- 1994年　　全国武術選手権大会（全国武術錦標賽）八極拳　優勝
- 1995年　　第5回　全国少数民族運動会　寧夏代表チーム　銀メダル
- 1996年　　国家個人選抜大会（国家個人精英賽）八極拳　優勝
- 1997年　　第8回全国運動会　南拳　第5位
- 1998年-1999年　　北京市 大学・高専武術招待試合（北京市高校武術邀請賽）にて5回優勝